# Clément Duvernois
Pour les articles homonymes, voir Duvernois.
Clément Duvernois, né le 6 avril 1836 à Paris 11e et mort le 8 juillet 1879 à Paris 8e, est un journaliste et homme politique français.

## Biographie
Élevé en Algérie, Duvernois a commencé sa carrière de journaliste en écrivant dans les journaux d’opposition de la colonie. Assez rapidement revenu à Paris, il est rédacteur au Courrier du Dimanche, du Temps, de la Presse, puis enfin de la Liberté, que venait d’acquérir Émile de Girardin. Il ne tarde pas à quitter ce dernier journal pour prendre la rédaction en chef de L'Époque, journal dont Auguste Dusautoy, tailleur de l’empereur, était le propriétaire.
En 1865, il se rend au Mexique, et les études d’économie politique qu’il publie, à cette occasion, l’ont fait remarquer.
Il fonde, avec Frédérick Terme, le Peuple français en 1869, destiné à remplacer l’Époque, journal qu’il avait transformé en un organe officieux de l'Empire libéral et qui avait cessé de paraitre quotidiennement, le 1er février 1869, pour devenir un hebdomadaire avant de sombrer définitivement.
C’était le moment où l’Empire autoritaire se transformait en Empire libéral. Son « élasticité de conscience » l’appelant vers ce régime, dont il avait commencé par être l’adversaire le plus constant et le plus résolu, il suit sa vocation césariste, et devient l’un des agents de cette transformation. Passé presque subitement de l’opposition la plus vive au rang de conseiller intime de l’empire et de favori de l’empereur, il est introduit à la cour et devient un familier des Tuileries.
Lors des élections législatives françaises de 1869, l’empereur voulant à toute force le voir au Corps législatif, le titulaire du siège de député des Hautes-Alpes, Maurice Désiré Garnier, est poussé sans ménagement à la démission, pour lui assurer un collège électoral. Les électeurs des Hautes-Alpes n’ont eu d’autre choix que de le remplacer par le favori du prince. L’emploi de toutes les manœuvres de la candidature officielle dans cette élection a été l’un des grands scandales de l’époque.
Le jour où il a pris place au sein du Corps législatif, Désiré Bancel a pris la parole contre l’élection de celui qui avait été longtemps le collaborateur des adversaires les plus constants et les plus résolus de l’empire : « Je me garderai de rien dire de blessant pour M. Duvernois, me rappelant qu’il a été longtemps avec nous et qu’il reprendra peut-être un jour sa place dans nos rangs, si nous sommes les plus forts. »
Activement entremis dans la formation, en janvier 1870, du ministère Ollivier composé de bonapartistes libéraux (centre droit) et d’orléanistes ralliés à l'Empire libéral (centre gauche), ce ministère est, en grande partie, son œuvre. Le temps de la guerre et ses premiers désastres venu, d’accord avec Jérôme David, avec Granier de Cassagnac et tout le parti extrême, il propose l’ordre du jour renversant  Émile Ollivier, et entre dans le ministère Palikao avec le portefeuille du commerce et de l’agriculture. À l'origine, il aspirait au poste de ministre de l’Intérieur, mais céda devant le refus du ministre des Finances Pierre Magne. Il déploie une très grande activité dans l’approvisionnement de la capitale, lors du siège de Paris, mais se voit reprocher d’avoir payé un peu cher les bestiaux ou les sacs de farine durant les derniers mois de 1870. La commission d’enquête ayant épluché ses comptes, il s’est défendu en arguant ne pas avoir regardé à la dépense devant l’urgence de la situation : « Du blé ! j’en aurais acheté à Cartouche ! », et a été exonéré.
La  Proclamation de la République française, le 4 septembre 1870, en le renvoyant à ses foyers, met un terme définitif à sa carrière politique. Commence alors la lente déchéance de celui qui avait un temps atteint les sommets politiques. Force de se réfugier à Londres, pendant la Commune de Paris, celui qui, six mois auparavant, jonglait avec les millions des marchés d'approvisionnement se voyait souvent forcé de ne rentrer à son hôtel que passé minuit, n’ayant pas un shilling pour payer sa note.
De retour à Paris, en juin 1871, il s’abouche à nouveau avec les bonapartistes, et fonde, sous leur inspiration, l’Avenir libéral, collabore à divers journaux, dans lesquels il attaque le gouvernement d’Adolphe Thiers. Après avoir échoué aux élections législatives partielles du 2 juillet 1871, qui donne une large victoire républicaine, il crée un nouveau journal, l’Ordre, qui passera, l’année suivante, aux mains de Dugué de La Fauconnerie. Ses dernières campagnes politiques, comme rédacteur en chef, datent de la fin de 1876, dans un petit journal à.un sou, le Salut, où il croyait préparer l’avènement de Napoléon IV, puis dans le Pouvoir, en 1877.
Il se lance alors dans les affaires financières et fonde la Banque territoriale d’Espagne. Cette entreprise, qui ne reposait sur rien de sérieux, ne tarda pas à faire banqueroute, laissant un déficit de 2 900 000 francs. Arrêté, traduit en police correctionnelle, il est condamné à une peine de deux ans d’emprisonnement, effectuée à la Conciergerie. Sorti de prison, il se remet au journalisme pour combattre, sous des noms d’emprunt, la République. Il collabore au Soir, servant activement le gouvernement du 16 mai monarchiste, en conflit ouvert avec la majorité républicaine issue des élections législatives de 1876. Divers écrits destinés à rallier les électeurs à la politique royaliste de Mac Mahon, lui sont attribués. À la veille de sa mort, il écrivait au journal bonapartiste le Gaulois, sous le pseudonyme de « Spectans ».
Impliqué dans une nouvelle affaire, après qu’un changeur du boulevard Sébastopol, ne pouvant recouvrer une avance de 16 700 francs souscrite en obligations, en octobre et novembre 1878, en échange d’une promesse d’intéressement dans une affaire industrielle du nom de Société des carrières réunies française et belge, dirigée par Duvernois, a assigné ce dernier devant la 10e chambre du Tribunal correctionnel de la Seine, le 10 juillet 1879, il meurt subitement, deux jours avant la date fixée pour le procès, dans des circonstances diversement relatées, selon les organes de presse. La Fraternité parle de « rupture d’un anévrisme », le Figaro mentionne « une maladie de cœur qui dans ces derniers temps ne lui laissait plus de repos », le Gaulois évoque des « crises d’étouffements ». En revanche, L’Événement parle sans ambages d’un suicide.
Les bonapartistes le défendent, invoquant une personnalité sujette à la distraction, qui avait contracté « l’habitude de signer sans lire un tas de papiers, comme il disait en riant ». Sans un sou vaillant, Léon Gambetta, le prince Murat, Eugène Haritoff et une quatrième personne doivent débourser 500 francs chacun pour éviter à l'ancien ministre de s'en aller dans le corbillard des pauvres, au cimetière du Montparnasse, où il repose,.

## Jugements
« Cet homme, qui a porté la peine des perversions de l’empire, avait des mérites qui lui auraient permis, en un autre temps, de tenir une place plus honorable dans le monde politique. »